# Войводово (Врачанская область)
Войводово (болг. Войводово) — село в Болгарии. Находится в Врачанской области, входит в общину Мизия. Население составляет 264 человека.

## Политическая ситуация
В местном кметстве Войводово, в состав которого входит Войводово, должность кмета (старосты) исполняет Марина Василева Ненова (независимый) по результатам выборов.
Кмет (мэр) общины Мизия — Виолин Иванов Крушовенски (Национальное движение «Симеон Второй» (НДСВ)) по результатам выборов.